# Chey
Chey – miejscowość i gmina we Francji, w regionie Nowa Akwitania, w departamencie Deux-Sèvres.
Według danych na rok 1990 gminę zamieszkiwało 579 osób, a gęstość zaludnienia wynosiła 27 osób/km² (wśród 1467 gmin regionu Poitou-Charentes Chey plasuje się na 503. miejscu pod względem liczby ludności, natomiast pod względem powierzchni na miejscu 349.).